# Lista de ataques a igrejas em 2021

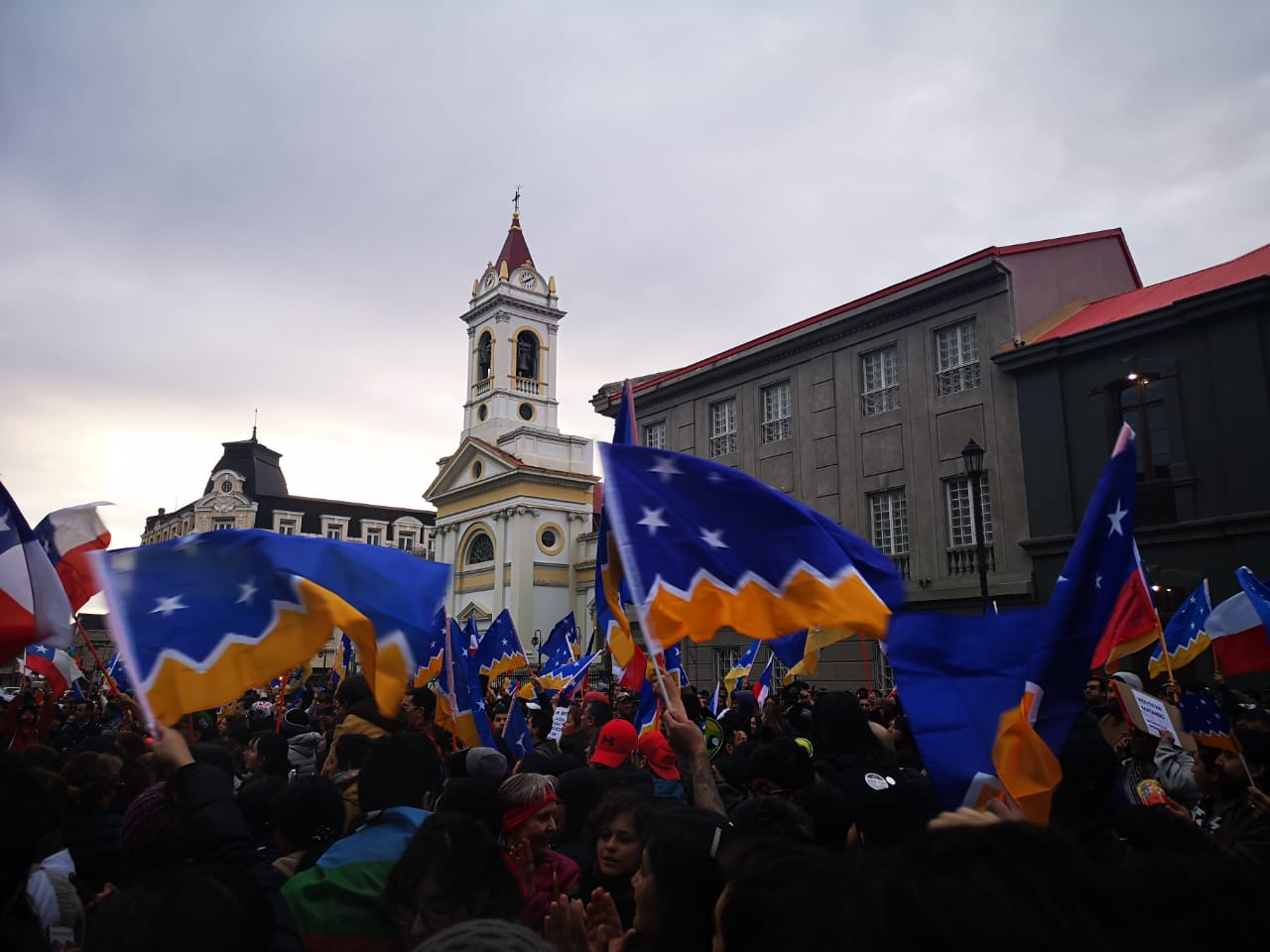
Protesto ocorrendo em Punta Arenas, onde ocorreu a invasão da paróquia Santa Teresa dos Andes, a qual é visível na foto.

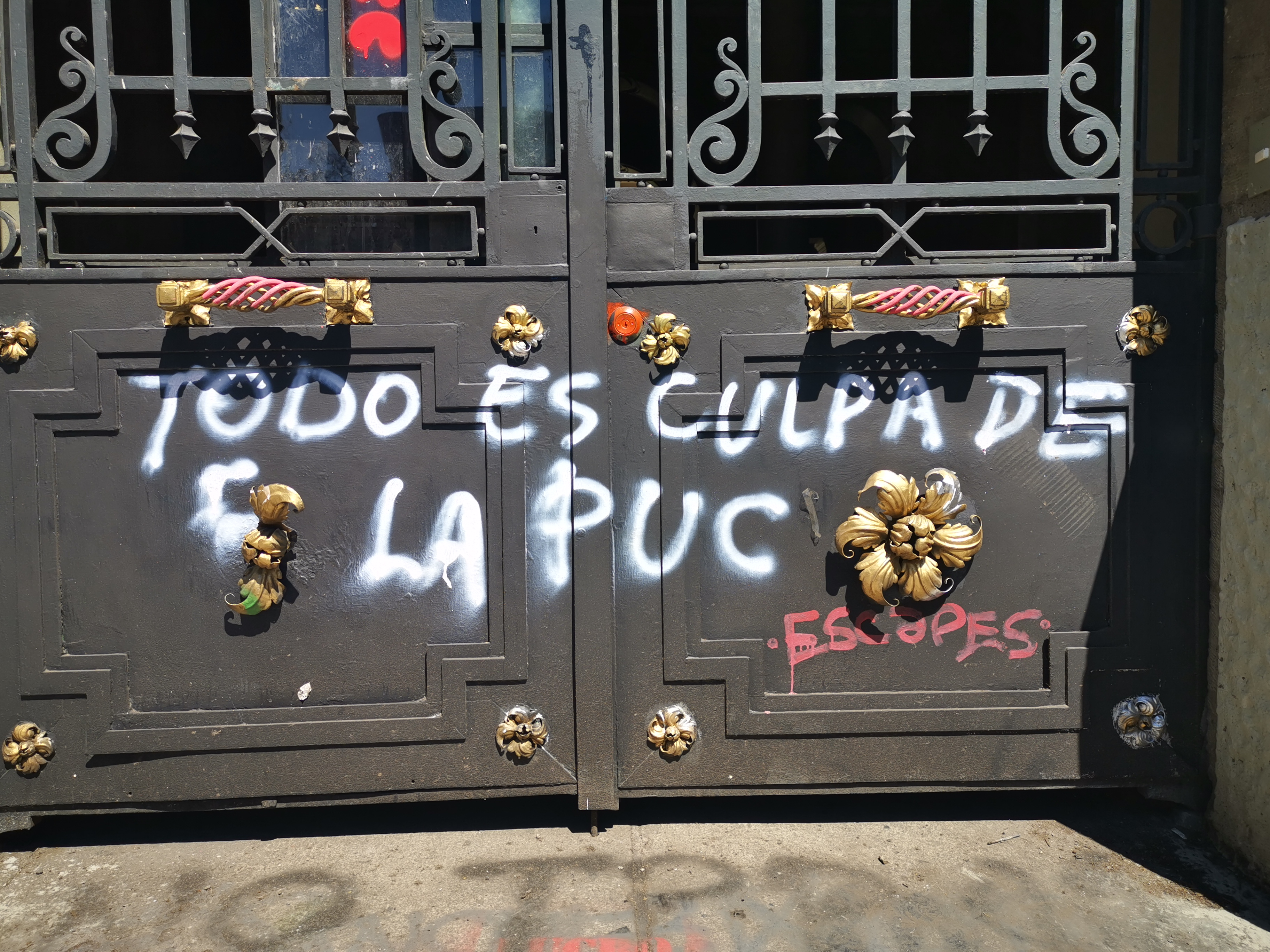
Pichação que diz Todo es culpa de la PUC É tudo culpa da PUC) – referindo-se à Pontifícia Universidade Católica do Chile.

Esta é uma lista de ataques a igrejas ocorridos no ano de 2021. Um relatório da Organização Portas Abertas, relativo ao ano de 2020, afirma que 340 milhões de cristãos de todas as denominações eram perseguidos no mundo todo naquele ano, e que a pandemia de COVID-19 acentuou essa situação em diversos países, já que no ano de 2019, os cristãos que sofriam algum tipo de perseguição eram 260 milhões. Os relatórios publicados pela organização incluem desde a que "discreta opressão diária" à "violência mais extrema". As causas desta perseguição extrema ou muito forte em regiões onde essa é uma realidade frequente, como a África Subsaariana, no Sul da Ásia e no Oriente Médio, normalmente estão ligadas ao nacionalismo religioso, principalmente na Ásia, e ao "extremismo islâmico, que está se espalhando" na África. Se levados em conta todos os tipos de perseguição, a Coreia do Norte, onde "a fé em Deus é um crime contra o regime", é o país que mais oprime os cristãos no mundo, seguida pelo Afeganistão, Somália, Líbia, Paquistão e Eritreia. O total de nações em que a perseguição é considerada extrema são 12.
Não há motivos estritamente religiosos por trás das perseguições. Elas podem estar relacionadas ao nacionalismo religioso, como na Índia ou na Turquia, ou ao controle do Estado, como na China, ou ao crime organizado e cartéis de drogas como na Colômbia e México.— Patrick Victor, diretor da Portas Abertas França
O número de cristãos mortos em decorrência de sua fé aumentou 60% de 2019 para 2020, passando de 2.983 para 4.761; destes, mais de 90% apenas na África Subsaariana, explicou Patrick Victor, diretor da Portas Abertas França. Enquanto isso, pelo sexto ano consecutivo, a Nigéria é o primeiro colocado dos países onde mais pessoas perderam suas vidas mortas por causa de sua fé (3.530 mortos), à frente da República Democrática do Congo (460) e do Paquistão (307). Em contrapartida, a ONG relatou que o número de igrejas atacadas (fechamentos, ataques, danos, incêndios) reduziu pela metade (4.488) em comparação a 2019, sendo a República Popular da China a líder desta lista com 3.088 igrejas atacadas, normalmente fechadas pelo próprio regime do partido comunista. O número de cristãos detidos por sua fé aumentou de 3.711 em 2019 para 4.277 em 2020, sendo praticamente metade deles apenas na Eritreia (1.030) e na China (1.010). Só em Angola, foram registrados dois mil atos violentos contra igrejas e prédios cristãos. "Queimaram igrejas e destruíram conventos e também sequestraram duas freiras. Mas quase ninguém prestou atenção a este novo foco de terror e violência jihadista na África, que está afetando a todos", comentou Regina Lynch, responsável pelo Departamento de Projetos Internacionais da ACN.
Extremistas incendiaram duas igrejas católicas em Santiago, no Chile, no mesmo dia, em um ato organizado para celebrar o primeiro aniversário dos protestos de 2019 contra a desigualdade sociais. Nenhuma motivação foi dada pelos radicais para explicar o incêndio das igrejas. Ataques violentos a igrejas semelhantes também ocorreram em julho de 2020 nos Estados Unidos, durante manifestações do movimento Black Lives Matter que se seguiram ao assassinato de George Floyd. No caso americano, os extremistas também quebraram estátuas religiosas e incendiaram templos como forma de se manifestar. Na Nicarágua, houve nada mais que 24 ataques à Igreja Católica nicaraguense em um período de 20 meses. Um comunicado publicado no site oficial do Departamento de Assuntos Étnicos e Religiosos de Cantão, na China, oferecia até 10.000 yuans por informações na caça de membros-chave e líderes de grupos religiosos estrangeiros ilegais e na revelação de suas estruturas. Ao mesmo tempo, na Etiópia, embates entre o governo e os separatistas da reigão de Tigré levaram a mais de 700 mortos em um único dia, segundo informações da ACN.
Por fim, também há dificuldades em muitos países de maioria islâmica, como, por exemplo, o Iraque. A Fundação ACN realizou um balanço dos ataques do Estado Islâmico desde o seu surgimento, que concluiu que 34 igrejas foram completamente destruídas em ataques terroristas no país, e 197 foram parcialmente destruídas ou sofreram ataques. Estão incluídos nesses danos dos 363 imóveis da Igreja, também salões paroquiais, jardins, salas de catequese.
| Ataques a igrejas em 2021                     | Ataques a igrejas em 2021               | Ataques a igrejas em 2021                                          | Ataques a igrejas em 2021 | Ataques a igrejas em 2021 | Ataques a igrejas em 2021 |
| Data                                          | Local                                   | Igreja                                                             | Denominação               | Notas | Ref.                      |
| --------------------------------------------- | --------------------------------------- | ------------------------------------------------------------------ | ------------------------- | --- | ------------------------- |
| 2–17 de janeiro 10–11 de abril 22–23 de abril | Évreux, França                          | Igreja de Santa Teresinha do Menino Jesus                          | Católica romana           | Os atos de vandalismo foram praticados por um homem de 31 anos, como depredação de uma imagem de Nossa Senhora e de um castiçal, roubo de um Cristo de um crucifixo. Ele admitiu os crimes, sem dar uma razão para tê-los cometido. | [ 8 ]                     |
| 10 de janeiro                                 | João Pessoa, Brasil                     | Igreja São Frei Pedro Gonçalves                                    | Católica romana           | Além das paredes e portas da igreja histórica, os muros ao redor foram pichados com as frases: "A sociedade quem cria o marginal" e "Viva o pixo raiz". | [ 9 ]                     |
| 21 de janeiro                                 | Aguilar de la Frontera, Espanha         | Convento das Carmelitas Descalças                                  | Católica romana           | A prefeita, Carmen Flores, mandou demolir uma cruz com um guindaste e a jogou no lixo | [ 10 ]                    |
| 27 de janeiro                                 | Montpellier, França                     | Igreja São Paulo                                                   | Católica romana           | O padre Jean-Louis Cathala percebeu, no fim do dia, a presença de fumaça na igreja, e chamou os bombeiros. Foram usados os folhetos para incendiar uma mesa de madeira. As chamas foram rapidamente extintas. Além disso, pichações obscenas foram feitas nas paredes internas da igreja, fazendo referências hostis a Jesus. | [ 11 ]                    |
| 28 de janeiro                                 | Bellevue, Martinica                     |                                                                    | Católica romana           | A Igreja da cidade foi pichada com diversas frases. | [ 12 ]                    |
| 4 de fevereiro                                | Nueva Imperial, Chile                   | Paróquia Imaculada Conceição                                       | Católica romana           | Moradores informaram ter visto pessoas encapuzadas e um carro no local no momento em que a paróquia foi incendiada. Não foi possível salvar a estrutura do templo. | [ 13 ]                    |
| 6 de fevereiro                                | Campos dos Goytacazes, Brasil           | Capela Santo Amaro                                                 | Católica romana           | O sacrário foi profanado, a sacristia foi toda revirada, mas apenas um teclado foi levado. | [ 14 ]                    |
| 11 de fevereiro                               | Antônio Gonçalves, Brasil               | Igreja Sagrado Coração de Jesus                                    | Católica romana           | Wilson de Jesus Teixeira, 37 anos, invadiu a igreja e desferiu golpes de machado em diversas imagens sacras e no altar. | [ 15 ]                    |
| 18 de fevereiro                               | Santa Maria, Brasil                     | Igreja Nossa Senhora das Dores                                     | Católica romana           | | [ 16 ]                    |
| 20 de fevereiro                               | Santa Maria, Brasil                     | Catedral Nossa Senhora da Imaculada Conceição                      | Católica romana           | Um homem atirou pedras e tijolos nas portas da igreja, danificando-as. Também foram atirados fezes e restos de comida, além de tentativas de arrombamento do prédio. | [ 16 ]                    |
| 26 de fevereiro                               | Lille, França                           | Capela São José                                                    | Católica romana           | Capela do século XIX demolida para dar lugar a um prédio de engenharia na Universidade de Lille, mesmo após disputa judicial da Associação de Emergências do Patrimônio. | [ 17 ]                    |
| 2 de março                                    | Jerusalém, Israel                       | Igreja Ortodoxa Romena                                             | Ortodoxa                  | A igreja foi vandalizada quatro vezes em um ano. | [ 18 ]                    |
| 2 de março                                    | Lomas de Zamora, Argentina              | Catedral de Nossa Senhora da Paz                                   | Católica romana           | Catedral invadida, roubo de coroas das imagens de Nossa Senhora da Paz e do Menino Jesus, destruição de um crucifixo e profanação do sacrário com o Santíssimo Sacramento. | [ 19 ]                    |
| 6 de março                                    | Mendes Pimentel, Brasil                 | Capela de São Vicente de Paulo                                     | Católica romana           | Interior da capela totalmente destruído. Bancos, telhado, imagens, altar, Bíblia, sacrário e hóstias consagradas foram todos destruídos. O Santíssimo Sacramento ficou espalhado pelo chão. | [ 20 ]                    |
| 8 de março                                    | Salta, Argentina                        | Catedral de Salta                                                  | Católica romana           | Feministas enfrentaram o grupo policial que protegia a igreja na tentativa de invadi-la, e acabaram pichando a fachada, jogaram tinta, pedras, gasolina e garrafas com urina. Depois, tentaram incendiar a catedral. As depredações causaram danos às imagens do Senhor do Milagre e da Virgem do Milagre. | [ 21 ]                    |
| 8 de março                                    | Oaxaca de Juárez, México                | Catedral de Nossa Senhora da Assunção Igreja de São Cosme e Damião | Católica romana           | Um protesto de feministas extremistas arrombou as portas das igrejas, fizeram pichações, destruindo objetos, imagens, portas, janelas e um confessionário e jogaram bancos na rua. | [ 22 ]                    |
| 13 de março                                   | Washington, D.C., Estados Unidos        | Igreja São José                                                    | Católica romana           | A calçada da igreja foi pichada com um símbolo satânico. | [ 23 ]                    |
| 22 de março                                   | La Rochelle, França                     | Capela São Luís                                                    | Católica romana           | A capela localizada no hospital da cidade foi vandalizada por pessoas que quebraram uma imagem de Jesus, jogaram um líquido amarelo desconhecido sobre a toalha do altar, e tentaram, sem sucesso, profanar o sacrário. | [ 24 ]                    |
| 28 de março                                   | Macáçar, Indonésia                      | Catedral do Sagrado Coração de Jesus                               | Católica romana           | Um atentado à bomba foi executado por dois membros de um grupo vinculado ao Estado Islâmico que utilizaram uma motocicleta, ferindo ao menos 20 pessoas após a missa do Domingo de Ramos, um novo ataque contra uma igreja neste país de maioria muçulmana. O Papa Francisco ofereceu orações pelas vítimas no Vaticano. | [ 25 ]                    |
| 28 de março                                   | Benue, Nigéria                          | Igreja de São Paulo                                                | Católica romana           | Homens armados abriram fogo na igreja, matando o padre Ferdinand Fanen Ngugban e outras seis pessoas. | [ 26 ]                    |
| 28 de março                                   | Las Tunas, Cuba                         | Iglesia Misionera en Cuba                                          | Protestante               | Enviados pelo governo comunista, homens apedrejaram as portas da igreja, durante um culto. | [ 27 ]                    |
| Abril                                         | Paquistão                               | Grupos cristãos                                                    | Cristãos em geral         | Duas freiras foram foram presas sob a acusação de blasfêmia conta o profeta Maomé. Em outra ocasião, uma freira foi ferida com uma faca. | [ 28 ]                    |
| 2 de abril                                    | Waltham, Estados Unidos                 | Uma capela abandonada                                              | Católica romana           | A capela abandonada foi incendiada. | [ 23 ]                    |
| 2 de abril                                    | Sorocaba, Brasil                        | Capela de São José de Lageado                                      | Católica romana           | Em nota divulgada, a igreja não informou se a capela foi furtada, mas afirmou que ocorreu a profanação do sacrário. | [ 29 ]                    |
| 4 de abril                                    | Olinda, Brasil                          | Igreja São Sebastião                                               | Católica romana           | Foi roubado o sacrário, com a âmbula e as hóstias consagradas. | [ 30 ]                    |
| 5 de abril                                    | Avesnes-sur-Helpe, França               | Igreja São Nicolau                                                 | Católica romana           | Um incêndio, cuja origem pode ser criminosa, iniciado no coro da igreja causou danos nas pinturas e móveis. | [ 31 ]                    |
| 7 de abril                                    | Brasília, Brasil                        | Capela Cristo Rei                                                  | Católica romana           | Uma imagem de Nossa Senhora Aparecida que fica em frente à igreja foi decapitada. | [ 9 ]                     |
| 8 de abril                                    | Santiago de Querétaro, México           | Capela Sagrada Família                                             | Católica romana           | Os criminosos destruíram algumas coisas e objetos sagrados, jogaram as Espécies Eucarísticas no chão e roubaram algumas tecas. | [ 32 ]                    |
| 9 de abril                                    | Ludlow, Estados Unidos                  | Paróquia Nossa Senhora de Fátima                                   | Católica romana           | Uma imagem de Nossa Senhora de Fátima foi vandalizada e queimada. | [ 33 ]                    |
| 15 de abril                                   | Meylan, França                          |                                                                    | FSSPX                     | O prefeito do município tentou barrar judicialmente a construção de uma igreja da FSSPX. O pedido, no entanto, foi rejeitado pelo tribunal de Grenoble. | [ 34 ]                    |
| 16 de abril                                   | Cunco, Chile                            | Capela Santo André                                                 | Católica romana           | Igreja incendiada a partir de coquetéis molotov atirados de um carro. | [ 35 ]                    |
| 16 de abril                                   | Hallettsville, Estados Unidos           | Catedral de Santa Maria                                            | Católica romana           | Uma cruz e uma imagem de Nossa Senhora das Graças feita de cimento foram destruídas em várias partes. | [ 36 ]                    |
| 17 de abril                                   | Fargo, Estados Unidos                   | Catedral de Santa Maria                                            | Católica romana           | Uma imagem de Jesus teve o rosto inteiramente pichado por tinta de spray preta. | [ 37 ]                    |
| 17 de abril                                   | Romilly-la-Puthenaye, França            | Igreja São Pedro                                                   | Católica romana           | A igreja e a maior parte de suas imagens e quadros foram totalmente destruídas por um incêndio. Os danos estão estimados em 1 milhão de euros. | [ 38 ]                    |
| 17 de abril                                   | Toulouse, França                        | Basílica de Saint-Sernin de Toulouse                               | Católica romana           | Patrimônio Mundial da UNESCO, a basílica amanheceu pichada com frases do tipo: "O retorno de Satanás" ou mesmo "Traidores". Frases antissemitas também foram pichadas com a mesma tinta em uma rua próxima da igreja. | [ 39 ]                    |
| 18 de abril                                   | Woodland, Estados Unidos                | Igreja do Santo Rosário                                            | Católica romana           | As imagens de Nossa Senhora, São João e Santa Maria Madalena na cena da crucificação ficaram desfiguradas com tinta de spray pretas cobrindo seus olhos. | [ 40 ]                    |
| 19 de abril                                   | Novo Progresso, Brasil                  | Igreja adventista                                                  | Protestante               | A igreja foi invadida e paredes foram pichadas com símbolos nazistas e frases de ofensas aos cristãos, como: "Deus não existe". | [ 41 ]                    |
| 19 de abril                                   | Paris, França                           | Igreja Nossa Senhora da Assunção                                   | Católica romana           | Um criminoso não identificado jogou tinta vermelha sobre um busto de São João Paulo II na paróquia frequentada por poloneses. | [ 42 ]                    |
| 20–30 de abril                                | Natal, Brasil                           | Igreja Nossa Senhora do Rosário dos Pretos                         | Católica romana           | A igreja histórica de mais de 300 anos foi arrombada três vezes em 10 dias e teve objetos litúrgicos, como castiçais e cálices, levados pelos criminosos, além de ventiladores, refletor de luz, jato d'água, uma placa comemorativa e peças do memorial de um monsenhor sepultado na igreja. Imagens sacras também foram quebradas. | [ 43 ] [ 44 ]             |
| 21 de abril                                   | Los Angeles, Estados Unidos             | Igreja Santa Isabel                                                | Católica romana           | Um homem foi gravado por uma câmera de segurança usando uma marreta para esmagar o rosto de um mural de Nossa Senhora de Guadalupe, pintado em azulejos. | [ 40 ]                    |
| 22 de abril                                   | Arry, França                            | Igreja de Arry                                                     | Católica romana           | Uma tentativa de incêndio foi frustrada no tapete do altar. | [ 45 ]                    |
| 25 de abril                                   | Rancho Cordova, Estados Unidos          | Igreja São João Maria Vianney                                      | Católica romana           | Uma imagem de Nossa Senhora foi pichada com tinta preta no rosto, mãos, pés e corpo. | [ 40 ]                    |
| 26 de abril                                   | Rumbek, Sudão do Sul                    |                                                                    | Católica romana           | O Padre Christian Carlassare foi baleado repetidamente nas pernas por duas pessoas armadas, ainda não identificadas. | [ 46 ]                    |
| 27 de abril                                   | Aytré, França                           |                                                                    | Católica romana           | Uma tentativa de incendiar a igreja foi frustrada após fiéis encontrarem jogos americanos e fósforos próximos à igreja. | [ 45 ]                    |
| 28 de abril                                   | Fabrègues, França                       | Capela São Basílio                                                 | Católica romana           | Uma parede externa da igreja teve uma bandeira do Islã pintada. | [ 47 ]                    |
| 28 de abril                                   | Figeac, França                          | Abadia de São Salvador                                             | Católica romana           | Dois castiçais foram roubados. | [ 48 ]                    |
| 3 de maio                                     | Le Havre, França                        | Capela São Luís                                                    | Católica romana           | No cemitério, a gruta em que está a capela foram danificadas as imagens da Virgem Negra, uma imagem de São Padre Pio foi decapitada, uma estátua de Cristo cortada ao meio e um crucifixo foi depreado após ser baleado. As peças danificadas foram colocadas no centro do altar. No mesmo cemitério, várias cruzes dos túmulos também foram quebradas. | [ 49 ]                    |
| 3 de maio                                     | Osasco, Brasil                          | Igreja Nossa Senhora dos Remédios                                  | Católica romana           | A igreja foi invadida por dois homens e duas mulheres que quebraram quatro imagens sacras, incluindo uma imagem de Santo Ubaldo trazida da Itália há 60 anos. Um dos padres correu e conseguiu alcançar um dos vândalos, que disse a ele ter feito aquilo "em nome de Jesus". Na fuga, o grupo embarcou em um ônibus. O padre avisou ao motorista que eles tinham vandalizado a igreja, mas o motorista disse que tinha horário a cumprir e foi embora. | [ 50 ]                    |
| 4 de maio                                     | Cuyahoga Falls, Estados Unidos          |                                                                    | Católica romana           | O padre Fidelis Moscinski e outras três pessoas foram presas por rezarem em frente a uma clínica de aborto da cidade. | [ 51 ]                    |
| 4–5 de maio                                   | Treze de Maio, Brasil                   | Igreja São José                                                    | Católica romana           | No dia 4, o homem pichou uma imagem de um santo, escrevendo: "A religião católica foi abolida por Deus". No dia seguinte, ele voltou e quebrou diversas imagens, danificou o altar e derrubou bancos. O homem foi preso. | [ 52 ]                    |
| 5 de maio                                     | Cozumel, México                         | Igreja Corpus Christi                                              | Católica romana           | As paredes externas da igreja amanheceram pichadas com as palavras "Estupradores" e "Assassinos". | [ 53 ]                    |
| 6 de maio                                     | Waltham, Estados Unidos                 | Igreja São Carlos Borromeu                                         | Católica romana           | Uma imagem do Sagrado Coração de Jesus teve sua cabeça e mão quebradas. | [ 54 ]                    |
| 7 de maio                                     | Bellevue, Martinica                     |                                                                    | Católica romana           | A Igreja da cidade foi pichada com diversas frases, como, por exemplo, "Igreja de Satanás". | [ 12 ]                    |
| 7 de maio                                     | Frontera, Argentina                     | Paróquia Nossa Senhora de Fátima                                   | Católica romana           | Vândalos quebraram o vidro de uma janela para revistar a sacristia, e então retiraram o sacrário da base de mármore, colocando-o ao chão e arrombado com um pé-de-cabra, o Santíssimo Sacramento foi profanado. Dois dias depois, um espelho foi roubado após o portão lateral ser deixado destrancado por 15 minutos, para que o catequista pudesse entrar. | [ 55 ]                    |
| 9 de maio                                     | Narragansett, Estados Unidos            | Igreja São Tomás More                                              | Católica romana           | Uma estátua de Jesus na frente da igreja foi vandalizada, tendo seus dedos arrancados. | [ 56 ]                    |
| 12 de maio                                    | Casablanca, Marrocos                    |                                                                    | Católica romana           | O cemitério cristão foi vandalizado por três homens, que arrancaram os portões, roubaram ferramentas e depredaram tumbas. | [ 49 ]                    |
| 14 de maio                                    | Myitkyina, Mianmar                      |                                                                    | Católica romana           | O padre Colombano Labang Lar Di, da Diocese de Banmaw, foi preso por militares birmaneses sob a alegação de que ele estaria fazendo coleta e doações de alimentos a famílias pobres participantes do levante antigovernamental após o golpe de Estado de 2021. | [ 57 ]                    |
| 14 de maio                                    | Okara, Paquistão                        | Casas cristãs                                                      | Cristãos em geral         | Os ataques começaram com 14 jovens católicos por cerca de 200 muçulmanos armados com garrafas de vidro, pedras, machados, bastões, tijolos e até escadas, usadas para subir nos telhados e a quebrar os móveis. Mangta Masih teve seu polegar decepado e outros oito cristãos sofreram fraturas ósseas nos conflitos. | [ 28 ]                    |
| 14 de maio                                    | Louisville, Estados Unidos              | Igreja Cristo Rei                                                  | Católica romana           | O portão da igreja foi arrombado, e foram talhadas palavras de baixo calão nas portas da entrada principal, quatro cômodos foram depredados, vidros foram quebrados, extintores de incêndio utilizados, foi jogada Coca-Cola por todo o chão. | [ 58 ]                    |
| 14 de maio                                    | Nova York, Estados Unidos               | Escritórios administrativos da Diocese do Brooklyn                 | Católica romana           | Uma imagem do Menino Jesus foi decapitada nos braços da Virgem Maria. | [ 59 ]                    |
| 15 de maio                                    | Staten Island, Estados Unidos           | Paróquia Nossa Senhora do Carmo, e Santa Maria Assunta             | Católica romana           | Um vândalo destruiu as imagens de Nossa Senhora do Carmo e do Sagrado Coração de Jesus. O ocorrido foi comunicado à polícia. Uma semana depois, o Cardeal Timothy Michael Dolan visitou a igreja e ofereceu uma oração de invocação e reparação. | [ 60 ]                    |
| 16 de maio                                    | Helena, Estados Unidos                  | Catedral de Santa Helena                                           | Católica romana           | Vândalos picharam as paredes e portas da catedral. Ao menos cinco suspeitos foram detidos pela polícia. Na semana anterior, a Igreja Presbiteriana localizada do outro lado da rua. | [ 61 ]                    |
| 17 de maio                                    | Nova York, Estados Unidos               | Igreja Santo Atanásio                                              | Católica romana           | Um Crucifixo jogado ao chão e danificado. | [ 59 ]                    |
| 17 de maio                                    | Mehre, Turquia                          | Igreja Marta Shimoni                                               | Católica caldeia          | Pessoas não identificadas destruíram cruzes, fotos de Jesus e rosários na igreja. Em 2020 a mesma igreja foi atacada e um casal de idosos foi sequestrado e posteriormente assassinado. | [ 62 ]                    |
| 20 de maio                                    | Malunfashi, Nigéria                     | Igreja São Vicente Ferrer                                          | Católica romana           | Homens armados invadiram a paróquia e feriram várias pessoas, sequestraram o ex-pároco, padre Joe Keke, de 70 anos, e mataram o atual, padre Alphonsus Bello, de apenas 30 anos. | [ 63 ]                    |
| 22 de maio                                    | Mariluz, Brasil                         | Capela Nossa Senhora de Fátima                                     | Católica romana           | A igreja teve um televisor roubado, além de portas e janelas arrombadas e a cerca elétrica destruída. Eles também tentaram roubar o sacrário. | [ 64 ]                    |
| 23 de maio                                    | Kayan Tharyar, Mianmar                  |                                                                    | Católica romana           | Soldados do exército atacaram com artilharia pesada o povoado para atingir supostos grupos rebeldes. Um dos projéteis de morteiro atingiu a igreja católica da localidade, matando pelo menos duas mulheres e ferindo vários outros deslocados que haviam buscado refúgio no templo. | [ 65 ]                    |
| 23 de maio                                    | Pekon, Mianmar                          | Catedral do Sagrado Coração                                        | Católica romana           | A catedral foi atingida por projéteis de artilharia. Os mortos nesses dois ataques seriam ao menos quatro, sem contar os feridos. | [ 65 ]                    |
| 26 de maio                                    | Demoso, Mianmar                         | Igreja São José                                                    | Católica romana           | A igreja foi atacada por militares. | [ 66 ]                    |
| 29 de maio                                    | Paris, França                           | Paróquia Nossa Senhora dos Reféns                                  | Católica romana           | Uma procissão organizada pela paróquia para relembrar os sacerdotes assassinados durante a Comuna de Paris foi atacada por militantes acusados de ligação com o movimento Antifa, que insultaram e depois lançaram projéteis nos fiéis, e acabaram contidos pela polícia, que teve de usar de violência para controlá-los, tamanha a agressividade. | [ 67 ]                    |
| 29 de maio                                    | Teresina, Brasil                        | Igreja São Benedito                                                | Católica romana           | Manifestantes contra o governo brasileiro chegaram até a escadaria da igreja, onde uma mulher ficou nua, amarrada e com uma fruta na boca, deitada sobre uma mesa, que continha as palavras: "Estamos no cardápio do governo, mas não seremos engolidos facilmente". | [ 68 ]                    |
| 29 de maio                                    | San José de los Arroyos, Paraguai       | Igreja Nossa Senhora dos Remédios                                  | Católica romana           | Vândalos invadiram a igreja, quebrando imagens, como uma de São Roque, um crucifixo, profanando o sacrário e atirando as hóstias consagradas no chão, além de levarem as coletas dos fiéis. Os moradores locais suspeitam que o crime foi provocado por satanistas. | [ 69 ]                    |
| Junho                                         | Portland, Estados Unidos                | Paróquia São Patrício                                              | Católica romana           | O piso da entrada da igreja foi pichado. | [ 70 ]                    |
| 5 de junho                                    | Campos dos Goytacazes, Brasil           | Capela Nossa Senhora das Dores                                     | Católica romana           | A capela teve suas portas arrombadas e o sacrário foi profanado e a reserva eucarística foi espalhada pela bancada. A capela havia sido roubada duas semanas atrás, quando foram roubados fios de cobre dos fundos da igreja. A diocese afirmou que esse foi o 13º arrombamento de capela registrado em seu território nos últimos dois anos. | [ 71 ]                    |
| 6 de junho                                    | Doungankha, Mianmar                     | Igreja Nossa Senhora Rainha da Paz                                 | Católica romana           | As paredes da igreja ficaram seriamente danificadas após serem atingidas por artilharia pesada do exército. Janelas também foram quebradas. | [ 66 ]                    |
| 6 de junho                                    | Santa Vitória do Palmar, Brasil         | Igreja Santa Vitória                                               | Católica romana           | O padre Cristiano Cardoso Pereira foi multado em R$1,1 mil por celebrar uma missa com a presença de fiéis quando um decreto municipal determinou sua proibição devido à pandemia de COVID-19. O padre afirma que o decreto da cidade contradiz um decreto do governo estadual, que definiu as atividades religiosas como essenciais, e que o mesmo permite a presença de fiéis em 25% da capacidade do templo. "Dentro dessas condições, a igreja ficou cheia, o que mostra que os fiéis querem sua liberdade religiosa e precisam ir à Missa". | [ 72 ] [ 73 ]             |
| 8 de junho                                    | Orissa, Índia                           | Residências de cristãos                                            | Cristãos                  | Grupos hindus destruíram as casas dos cristãos e depois os expulsaram da aldeia. A vila abriga 40 famílias, sendo oito delas cristãs. Após, algumas mulheres cristãs foram buscar água em um poço a um quilômetro de distância, e voltaram para casa humilhadas, com medo e com as vasilhas vazias. | [ 74 ]                    |
| 10 de junho                                   | Turquestein-Blancrupt, França           | Capela Nossa Senhora do Livramento                                 | Católica romana           | Um grande crucifixo foi lançado ao chão e imagens de santos foram quebradas. | [ 75 ]                    |
| 11 de junho                                   | Ciudad Guzmán, México                   | Capela da Divina Providência                                       | Católica romana           | Um homem arrombou a entrada da igreja com uma barra de ferro, e com ela danificou objetos litúrgicos, o altar, o ambão, um crucifixo, e uma imagem do Sagrado Coração de Jesus. | [ 71 ]                    |
| 13 de junho                                   | Frontera, Argentina                     | Paróquia Nossa Senhora de Fátima                                   | Católica romana           | Na mesma igreja em que foi relatado outro roubo no dia 7 de maio, ladrões voltaram a atacar, furtando diversos objetos e dinheiro, profanando novamente o sacrário, duas latas de tinta e dois jarros de 10 quilos. | [ 55 ]                    |
| 18 de junho                                   | Malestroit, França                      | Igreja Santo Egídio                                                | Católica romana           | Um indivíduo ateou fogo aos andaimes da fachada norte com isqueiros e galões de gasolina | [ 71 ]                    |
| 18 de junho                                   | Quimper, França                         | Catedral de São Corentino                                          | Católica romana           | Uma imagem da Virgem Maria foi vandalizada, tendo suas mãos sido roubadas com o Menino Jesus. | [ 71 ]                    |
| 20 de junho                                   | Estetino, Polônia                       | Igreja Marta Shimoni                                               | Católica romana           | Imagens da Virgem Maria foram pichadas com símbolos satânicos e destruídas. | [ 76 ]                    |
| 21 de junho                                   | Puente Alto, Chile                      | Capela Imaculado Coração de Maria                                  | Católica romana           | A capela teve seu sacrário profanado, e foram roubados a reserva eucarística, os objetos litúrgicos e de cestas solidárias com produtos que seriam doados a famílias necessitadas. | [ 77 ]                    |
| 21 de junho                                   | Okanagan, Canadá                        | Igreja Marta Shimoni                                               | Católica romana           | Duas igrejas católicas centenárias foram destruídas por incêndios investigados como "suspeitos" pelas autoridades. O primeiro incêndio começou na igreja do Sagrado Coração e, cerca de duas horas depois, a igreja de São Gregório. Os incêndios ocorreram no Dia Nacional dos Povos Indígenas, após as denúncias contra a gestão das igrejas no sistema canadense de escolas residenciais indígenas. | [ 78 ]                    |
| 21 de junho                                   | San Gil, Colômbia                       | Catedral da Santa Cruz                                             | Católica romana           | Ativistas do movimento LGBT invadiram a Catedral da Santa Cruz, em San Gil, e uma delas dançou seminua sobre o altar da igreja. | [ 79 ]                    |
| 25 de junho                                   | Saskatoon, Canadá                       | Igreja de Nossa Senhora do Sorriso                                 | Católica romana           | A igreja centenária foi totalmente incendiada, na onda que continua vitimando dezenas de igrejas católica no Canadá. | [ 80 ]                    |
| 26 de junho                                   | Edmonton, Canadá                        | Paróquia do Santo Rosário                                          | Católica romana           | Uma estátua do Papa São João Paulo II do lado de fora da Paróquia Santo Rosário foi coberta de tinta vermelha e marcas de mãos vermelhas. Pegadas vermelhas podiam ser vistas ao redor da estátua e nos degraus da entrada principal da igreja. Bichos de pelúcia foram colocados na base da estátua. | [ 81 ]                    |
| 26 de junho                                   | Chopaka e Upper Similkameen, Canadá     | Igrejas católicas                                                  | Católica romana           | As duas igrejas foram totalmente destruídas após serem incendiadas. As autoridades disseram que os incêndios de outras duas igrejas católicas canadenses no dia 21 de junho com este incêndios "não são coincidências". | [ 82 ]                    |
| 26 de junho                                   | Portland, Estados Unidos                | Paróquia Santo André                                               | Católica romana           | Os vidros de janelas da igreja foram quebrados. | [ 70 ]                    |
| 26 de junho                                   | São José do Rio Preto, Brasil           | Paróquia Sagrado Coração de Jesus                                  | Católica romana           | A igreja foi invadida e roubada. O sacrário foi profanado e levado no roubo com a reserva eucarística. Outros objetos levados foram aparelhos eletrônicos e quebraram um vitral. | [ 83 ]                    |
| 28 de junho                                   | Buratai, Nigéria                        | Igreja católica                                                    | Católica romana           | O padre Elijah Juma Wada foi sequestrado por terroristas do grupo Boko Haram enquanto dirigia seu carro. Ele só foi libertado 15 dias depois. | [ 84 ]                    |
| 30 de junho                                   | Butsili, República Democrática do Congo | Igreja São Emanuel                                                 | Católica romana           | Uma bomba caseira explodiu na igreja, sendo esta a primeira vez que um templo católico é alvejado. Duas mulheres ficaram feridas. Os ataques não foram reivindicados por nenhum grupo terrorista. | [ 85 ]                    |
| 30 de junho                                   | Votorantim, Brasil                      | Capela São Benedito                                                | Católica romana           | O sacrário da igreja foi violado, foi levada uma teca (objeto utilizado para guardar as eucaristias) que continha uma hóstia consagrada. Também foram levados dois castiçais de metal e tentaram roubar sem sucesso uma caixa de som, que acabou danificada e foi deixada no local. O arcebispo de Sorocaba, Dom Júlio Endi Akamine, divulgou um comunicado, dizendo-se "entristecido pela invasão e, sobretudo, pela profanação do sacrário". | [ 82 ]                    |
| 30 de junho                                   | Portland, Estados Unidos                | Paróquia São Francisco de Assis                                    | Católica romana           | Vândalos, que incluíam famílias com crianças, foram à igreja e usaram tinta vermelha para deixar marcas de mãos e pegadas nas portas, colunas e degraus. | [ 70 ]                    |
| Julho                                         | Portland, Estados Unidos                | Paróquia São Patrício                                              | Católica romana           | A paróquia, que foi pichada um mês antes na entrada, foi pichada novamente, desta vez nas portas. | [ 70 ]                    |
| 1º de julho                                   | Vancouver, Canadá                       | Paróquia São Judas                                                 | Católica romana           | Vídeos divulgados pela própria igreja mostraram várias pessoas indo até a fachada com baldes de tinta laranja e espalhando-a nas paredes externas e janelas do prédio. | [ 86 ]                    |
| 1º de julho                                   | Jersey City, Estados Unidos             | Paróquia do Santo Rosário                                          | Católica romana           | Autoridades da igreja disseram que as câmeras de vigilância registraram o momento em que um homem é visto pegando um tijolo e jogando-o contra a imagem. A seguir, ele empacotou todo o dano e levou a imagem em pedaços embora. A polícia foi notificada sobre o ocorrido. Apenas duas semanas antes, uma imagem maior da Virgem Maria, localizada no lado oposto do templo, foi quebrada em vários pedaços quando alguém tentou arrancá-la do pedestal. Em 2019, uma estátua da Virgem Maria do lado de fora de um edifício da igreja próxima a ela foi profanada quando alguém deixou uma jiboia colombiana morta pendurada por cima da imagem de Maria. Mais tarde naquele mesmo ano, o rosto de uma estátua da Virgem Maria do lado de fora da Paróquia São Miguel foi encontrado coberto com fezes de cachorro. | [ 87 ]                    |
| 2 de julho                                    | Fantio e Dolbel, Níger                  | Paróquias das duas cidades                                         | Católica romana           | Terroristas jihadistas profanaram o Santíssimo Sacramento, depredaram imagens e objetos litúrgicos e, por fim, queimaram as igrejas. Os habitantes das aldeias acabaram ficando com medo e as abandonaram, fungindo para paróquias de Niamey ou para Burquina Fasso. | [ 88 ]                    |
| 3 de julho                                    | Bayeux, França                          | Paróquias das duas cidades                                         | Católica romana           | A imagem da Virgem Maria na Allée des Augustines, perto do hospital de Bayeux, foi decapitada. | [ 89 ]                    |
| 4 de julho                                    | Ashville, Estados Unidos                | Basílica de São Lourenço                                           | Católica romana           | Vândalos jogaram tinta vermelha em uma imagem do Sagrado Coração de Jesus, que fica na área externa da basílica. | [ 90 ]                    |
| 8 de julho                                    | Eureka Springs, Estados Unidos          | Cristo dos Ozark                                                   | Católica romana           | Um grupo de pessoas que se dizem artistas penduraram uma faixa de mais de 20m de comprimento na imagem de Cristo com as palavras escritas: God bless abortion, ou em português: Deus abençoe o aborto. | [ 91 ]                    |
| 11 de julho                                   | Camagüey, Cuba                          |                                                                    | Católica romana           | O padre Castor José Álvarez Devesa foi brutalmente agredido e sequestrado por autoridades cubanas, após ter participado dos protestos que tomaram conta da ilha em 2021. Ele foi liberado algumas horas mais tarde. | [ 92 ] [ 93 ]             |
| 11 de julho                                   | Portland, Estados Unidos                | Paróquia São Redentor                                              | Católica romana           | As portas da igreja foram pichadas com símbolos anarquistas e críticas obsenas ao colonialismo. | [ 70 ]                    |
| 12 de julho                                   | Sault Ste. Marie, Canadá                | Igreja Nossa Senhora do Bom Conselho                               | Católica romana           | Paroquianos se deram conta que diversas imagens havia sido danificadas ou destruídas. A imagem da Virgem Maria na gruta atrás da igreja foi derrubada e várias estátuas de crianças a seus pés danificadas. | [ 94 ]                    |
| 12 de julho                                   | Nova Délhi, Índia                       | Little Flower Church                                               | Católica siro-malabar     | A igreja siro-malabar foi demolida sob alegação das autoridades indianas de que a estrutura havia sido construída ilegalmente. Não houve qualquer aviso prévio da demolição ou de adequação da construção. | [ 95 ]                    |
| 12 de julho                                   | Sault Ste. Marie, Canadá                | Igreja Nossa Senhora do Bom Conselho                               | Católica romana           | Paroquianos se deram conta que diversas imagens havia sido danificadas ou destruídas. A imagem da Virgem Maria na gruta atrás da igreja foi derrubada e várias estátuas de crianças a seus pés danificadas. | [ 94 ]                    |
| 18 de julho                                   | Nova Iorque, Estados Unidos             | Igreja Nossa Senhora da Piedade                                    | Católica romana           | Paroquianos se surpreenderam ao encontrar imagens de Nossa Senhora e de Santa Teresinha quebradas em vários pedaços. Dois meses depois, Jacqueline Nikiena foi presa pelos atos de vandalismo. | [ 96 ] [ 97 ]             |
| 20 de julho                                   | Xalapa, México                          | Catedral Metropolitana de Xalapa                                   | Católica romana           | Após a assembleia do estado de Veracruz aprovar a descriminalização do aborto até a 12ª semana de gestação, vândalas feministas picharam a catedral com frases pró-aborto e símbolos feministas. | [ 98 ]                    |
| 25 de julho                                   | Loctudy, França                         | Igreja de São Tudy                                                 | Católica romana           | Segundo o padre, foi incendiado um fichário de plástico contendo folhas de cânticos e orações, no coro da igreja, junto a uma imagem de Nossa Senhora. | [ 99 ]                    |
| 26 de julho                                   | Criciúma, Brasil                        | Catedral de Criciúma                                               | Católica romana           | Após uma fala polêmica do prefeito da cidade, Clésio Salvaro sobre homossexualidade, vândalos picharam a catedral de Tubarão, com frases do tipo Homofobia é crime e Fora, Salvaro. | [ 100 ]                   |
| 27 de julho                                   | Tubarão, Brasil                         | Catedral de Tubarão                                                | Católica romana           | Pela terceira vez em três anos, a catedral e o centro pastoral foram invadidos e roubados. O padre Eduardo Rocha afirmou que na catedral foram cometidos mais atos de vandalismo, como quebra de janelas e danos a objetos litúrgicos. | [ 101 ]                   |
| 28 de julho                                   | Glasgow, Escócia                        | Igreja São Simão                                                   | Católica romana           | A igreja centenária foi incendiada por Ryan Haggerty. O fogo também se espalhou para uma casa geminada, na qual vivia uma freira idosa. | [ 102 ]                   |
| 28 de julho                                   | Kahnawake, Canadá                       | Igreja São Francisco Xavier                                        | Católica romana           | A igreja foi pichada com palavras e desenhos anticatólicos. | [ 103 ]                   |
| A partir de agosto                            | Afeganistão                             | Todo o país                                                        | Cristãos em geral         | O Talibã passou a matar quaisquer cristãos descobertos e pessoas que tenham materiais cristãos no celular, como aplicativos da Bíblia. Muçulmanos que tenham se convertido a outras religiões enfrentam o mesmo destino. | [ 104 ]                   |
| 1º de agosto                                  | Jiutepec, México                        | Capilla del Señor de la Cosecha de Progreso                        | Católica romana           | Objetos litúrgicos foram roubados. | [ 105 ]                   |
| 2 de agosto                                   | Tlaltizapán, México                     | Capela de Nossa Senhora de Guadalupe                               | Católica romana           | O Santíssimo Sacramento foi profanado e roubado. | [ 105 ]                   |
| 2 de agosto                                   | Birmingham, Estados Unidos              | Propriedade da Caritas                                             | Católica romana           | Uma imagem de Maria, localizada em um local onde muitos católicos acreditam que a mãe de Jesus apareceu em um campo a uma vidente, foi vandalizada com papel higiênico. | [ 106 ]                   |
| 5 de agosto                                   | Hermosillo, México                      | Catedral de Hermosillo                                             | Católica romana           | Profanaram a Eucaristia, destruíram a custódia em que estava exposta. Esta não é a primeira vez que a Catedral de Hermosillo é vandalizada. Há pouco mais de um ano, um grupo de manifestantes feministas vandalizou o local. | [ 107 ]                   |
| 14 de agosto                                  | Hospital de Órbigo, Espanha             | Paróquia local                                                     | Católica romana           | O pároco da cidade, Don Manuel González, foi brutalmente agredido por três desconhecidos que bateram à sua porta durante a madrugada do dia 14 de agosto, alegando precisar de ajuda em sua peregrinação no Caminho de Santiago. Ao atender a porta para ajudá-los, os três homens o espancaram. Em virtude da gravidade do ocorrido, o padre teve de ser transferido para um hospital no município de León O prefeito de Hospital de Órbigo informou que o sacerdote estava bem, porém, muito assustado. | [ 108 ]                   |
| 15 de agosto                                  | Sudão do Sul                            | Comitiva com freiras e fiéis                                       | Católica romana           | Duas freiras da Congregação do Sagrado Coração de Jesus, Mary Abbud e Regina Roba, e outras três pessoas morreram em uma emboscada realizada por homens armados na estrada que liga Juba a Nimule. O Papa Francisco lamentou as mortes em telegrama enviado ao monsenhor Mark Kadima, núncio apostólico do Sudão do Sul. | [ 109 ]                   |
| 18 de agosto                                  | Nova Iorque, Estados Unidos             | Igreja São Miguel                                                  | Católica romana           | Uma imagem de Santa Bernadete, que havia sido colocada na paróquia em homenagem às vítimas da pandemia de COVID-19, foi vandalizada. | [ 110 ]                   |
| 19 de agosto                                  | San Javier, Bolívia                     | Igreja São Xavier                                                  | Católica romana           | Segundo o pároco, Reinaldo Brumberger, um homem invadiu a igreja e atirou ao chão diversas imagens, as quais eram centenárias, esculpidas pelos primeiros jesuítas que chegaram à região para evangelizá-la, nas chamadas Missões Jesuíticas de Chiquitos. As imagens danificadas, juntamente das missões jesuíticas, são Patrimônio Cultural da Humanidade. O responsável pelo ataque foi preso. | [ 111 ]                   |
| 20 de agosto                                  | Itatim, Brasil                          | Capela Nossa Senhora da Piedade e capela São Roque                 | Católica romana           | Na Capela São Roque quatro imagens foram destruídas. Ao perceber o estrago, os moradores resolveram ir conferir a Capela de Nossa Senhora da Piedade, conhecida por ter sido um dos cenários do filme Central do Brasil, de 1998, que foi arrombada e teve ao menos 20 imagens destruídas. O padre José Barreto Filho, responsável pelas capelas, afirmou que os vandalismos foram cometidos por um homem, que carregava uma bíblia na mão, que insultava a fé católica, e dizendo que "santo não fala". | [ 112 ]                   |
| 21 de agosto                                  | Nova Iorque, Estados Unidos             | Santuário de São Geraldo Majella                                   | Católica romana           | O padre responsável pelo santuário, Josephjude Gannon, surpreendeu um homem que estava tentando incendiar a igreja. As autoridades novaiorquinas foram comunicadas. | [ 112 ]                   |
| 21 de agosto                                  | Sainte-Anne-d’Auray, França             | Santuário local                                                    | Católica romana           | Uma imagem da Virgem Maria foi derrubada de cima do altar e se quebrou. | [ 113 ]                   |
| 22 de agosto                                  | Villa María del Triunfo, Peru           |                                                                    | Católica romana           | O Padre Omar Sánchez Portillo passou a ser ameaçado pelo conteúdo de suas homilias, com comentários contrários ao comunismo. As ameaças consistiram em envio de cartas contendo munição de revólver e tentativas de hackeio de suas redes sociais. | [ 114 ]                   |
| 23 de agosto                                  | Patricia Boulevard, Canadá              | Paróquia Sagrado Coração                                           | Católica romana           | A igreja amanheceu pichada. | [ 115 ]                   |
| 25 de agosto                                  | Embu das Artes, Brasil                  | Paróquia Santa Teresa de Jesus e São João da Cruz                  | Católica romana           | Imagens e objetos litúrgicos foram quebradas, pertences dos armários e extintores de incêndio foram tirados do lugar. | [ 116 ]                   |
| 27 de agosto                                  | Buenos Aires, Argentina                 | Catedral Metropolitana de Buenos Aires                             | Católica romana           | A igreja foi pichada com diversas frases anticristãs e antibíblicas por uma multidão de vândalos que participavam de um protesto. Entre as pichações, havia frases como: "A única igreja que ilumina é a que arde", "fogo às igrejas", "padres violinos" (em alusão a "violador"), "quando se lê pouco se dispara muito" e "eu fumo a Bíblia, não a leio". | [ 117 ]                   |
| 30 de agosto                                  | Zacatepec de Hidalgo, México            | Paróquia São Nicolau de Bari                                       | Católica romana           | O padre José Guadalupe Popoca Soto foi encontrado morto em sua casa. Ele foi assassinado. | [ 118 ]                   |
| 31 de agosto                                  | Esperança, Brasil                       |                                                                    | Católica romana           | Uma imagem de Nossa Senhora de Fátima foi roubada no centro de município, e encontrada quebrada em um local próximo. | [ 119 ]                   |
| 2 de setembro                                 | Le Havre, França                        | Igreja São Francisco                                               | Católica romana           | As portas e as paredes do templo foram pichadas com símbolos satânicos, como cruzes invertidas, e palavras de ofensa à polícia. | [ 120 ]                   |
| 2 de setembro                                 | Livermore Falls, Estados Unidos         | Paróquia Santa Rosa de Lima                                        | Católica romana           | A igreja e a casa paroquial, além de comércios localizados na mesma rua foram pichados por vândalos. Entre as pichações feitas no templo, estavam o número 666. | [ 121 ]                   |
| 5 de setembro                                 | Louisville, Estados Unidos              | Igreja São Francisco                                               | Católica romana           | Paredes e portas foram pichadas, inclusive com uma frase abortista: My body my choice (em português: Meu corpo, minhas regras). | [ 122 ]                   |
| 24 de setembro                                | Buenos Aires, Argentina                 | Catedral de São Marun                                              | Católica maronita         | Foram roubados de objetos de valor econômico e religioso, e foi profanada a Eucaristia, que foi atirada ao chão. Hóstias consagradas também foram jogadas no chão. A Conferência Episcopal Argentina emitiu um comunicado pedindo que fossem feitas orações em desagravo ao ocorrido. | [ 123 ]                   |
| 28 de setembro                                | Cidade do México, México                | Catedral Metropolitana da Cidade do México                         | Católica romana           | Um grupo feminista pichou e tentou atear fogo à catedral, além de causar danos a outas estruturas, e terminou em confronto com a polícia. As pichações incluíam frases como Aborto legal. A data do ataque foi escolhida por ser o dia em que os grupos pró-aborto celebram sua ideologia. | [ 98 ]                    |
| 22 de novembro                                | Salvador, Brasil                        | Igreja de Sant'Ana                                                 | Católica romana           | Um grupo fez pichações em diversas paredes externas da igreja. Os danos para a remoção da tinta foram avaliados em 7 mil reais. | [ 124 ]                   |